# Oenanthe maroccana
Oenanthe maroccana är en flockblommig växtart som beskrevs av Carlos Pau och Font Quer. Oenanthe maroccana ingår i släktet stäkror, och familjen flockblommiga växter. Inga underarter finns listade i Catalogue of Life.